# موريسيو نافارو
موريسيو نافارو (بالإنجليزية: Mauricio Navarro)‏ (مواليد 7 أبريل 1966) حكم كرة قدم كندي . ولد نافارو في تشيلي ولكنه سافر إلى كندا واكتسب جنسيتها .
في بطولة الكأس الذهبي للكونكاكاف 2007 قاد نافارو المباراة الافتتاحية بين بنما و هندوراس ومباراة الدور الربع النهائي هندوراس و جزر جوادلوب .

## روابط خارجية
- موريسيو نافارو على موقع Soccerway.com (الإنجليزية)